# Балвано
Балва̀но (на италиански: Balvano) е село и община в Южна Италия, провинция Потенца, регион Базиликата. Разположено е на 425 m надморска височина. Населението на общината е 1883 души (към 2010 г.).